# بخش براندون، شهرستان داگلاس، مینه سوتا
بخش براندون (به انگلیسی: Brandon Township) یک منطقهٔ مسکونی در ایالات متحده آمریکا است که در شهرستان داگلاس، مینه‌سوتا واقع شده‌است.
 بخش براندون ۹۲٫۱ کیلومتر مربع مساحت و ۶۴۱ نفر جمعیت دارد و ۴۳۴ متر بالاتر از سطح دریا واقع شده‌است.